# Aeroportul Tiga
Aeroportul Tiga (IATA: TGJ, ICAO: NWWA) este un aeroport din Noua Caledonie, Franța ce deservește zona Tiga⁠(d). Aeroportul a fost tranzitat în 2022 de 2.016 pasageri.
Situat la o altitudine de 39 m, aeroportul dispune de o singură pistă.